# Плятерувка
Плятерувка (пол. Platerówka, нім. Ober Linda) — село в Польщі, у гміні Плятерувка Любанського повіту Нижньосілезького воєводства.
Населення — 603 особи (2011).
У 1975-1998 роках село належало до Єленьоґурського воєводства.

## Демографія
Демографічна структура станом на 31 березня 2011 року:
|          | Загалом | Допрацездатний вік | Працездатний вік | Постпрацездатний вік |
| -------- | ------- | ------------------ | ---------------- | -------------------- |
| Чоловіки | 300     | 65                 | 211              | 24                   |
| Жінки    | 303     | 68                 | 181              | 54                   |
| Разом    | 603     | 133                | 392              | 78                   |